# Stemonaceae

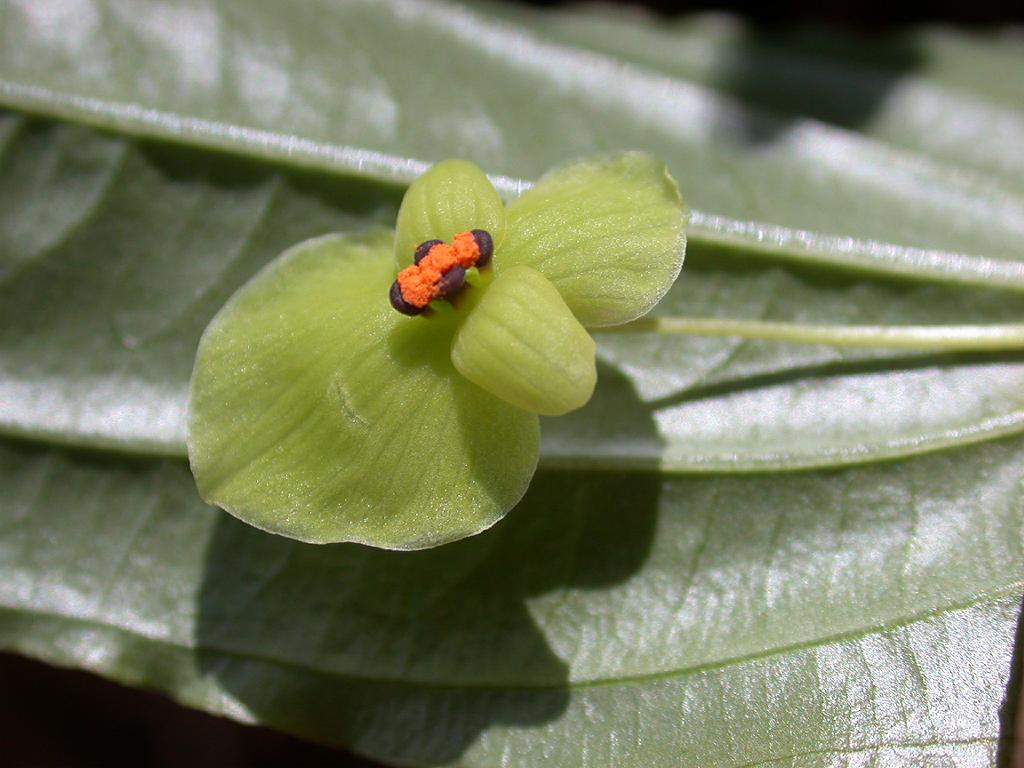
Croomia heterosepala

Le Stemonacee (Stemonaceae Caruel, 1878) sono una famiglia di angiosperme monocotiledoni appartenenti all'ordine Pandanales.

## Descrizione
I fustii sono eretti o striscianti, di colore verde o giallo-verde o in alcuni casi rossastro.
Le foglie sono di colore verde scuro, alterne nella maggior parte delle specie.
Come in altre famiglie dell'ordine Pandanales, la morfologia dei fiori nelle Stemonaceae ha caratteristiche particolari, che le differenziano dalle altre monocotiledoni. Nella maggior parte delle specie, i fiori sono tetrameri (composti cioà da quattro parti identiche) o talvolta dimeri, laddove la maggior parte delle monocotiledoni hanno fiori trimeri. Gli stami sono in numero di quattro. Nella maggior parte delle specie, i tepali sono quattro. Sono lisci o talvolta papillati, probabilmente perché funzionano come componenti che producono odori (osmofori). Tuttavia, nel genere Pentastemona, i fiori sono pentameri e il numero di stami è cinque. Le strutture riproduttive sono colorate nei toni del viola, marrone, verde o giallo, e talvolta rilasciano un odore simile a quello delle carogne, che attira le mosche, le quali funzionano come impollinatori.
I semi sono ellissoidali o globulari.

## Biologia
La dispersione dei semi ad opera delle formiche (mirmecoria) è comune nella famiglia. Nel caso di Stemona tuberosa la dispersione è inizialmente opera delle vespe, attratte dagli arilli, ed è poi completata dalle formiche.

## Distribuzione e habitat
La maggior parte delle specie è distribuita in aree con clima tropicale o subtropicale, dal Giappone e dalla Cina meridionale attraverso il sud-est asiatico sino all'Australia settentrionale. Una specie (Croomia pauciflora) si trova negli Stati Uniti.

## Tassonomia
Classificata nell'ordine Pandanales sin dalla classificazione APG del 1998, la famiglia Stemonaceae era inserita nell'ordine Liliales (Sottoclasse Liliidae) dal sistema Cronquist.
Le Stemonaceae sono anche state classificate sia in un ordine a parte, Stemonales che in Dioscoreales, che oggi si ritiene essere strettamente imparentato con Pandanales. Il genere Croomia veniva collocata all'interno di una famiglia a sé stante (Croomiaceae).
La famiglia è composta da quattro generi con 37 specie conosciute:
- Croomia Torr. (6 spp.)
- Pentastemona Steenis (2 spp.)
- Stemona Lour. (24 spp.)
- Stichoneuron Hook.f. (5 spp.)

### Filogenesi
La famiglia Stemonaceae è sister group di Cyclanthaceae e Pandanaceae. All'interno della famiglia, la linea filetica di Pentastemona è stata la prima a discostarsi rispetto al resto della famiglia, e oggi mostra caratteristiche piuttosto diverse dagli altri membri delle Stemonaceae. Nelle classificazioni precedenti, questo genere è stato inserito in una famiglia a sé stante (Pentastemonaceae). Tuttavia, anche Stemona è sister group rispetto agli altri due generi, Croomia e Stichoneuron, che formano un clade.
|  | Stemona                                                  |
|  |                                                          |
|  | \| \| Stichoneuron \| \| \| \| \| \| Croomia \| \| \| \| |
|  |                                                          |
|  | Stichoneuron                                             |
|  |                                                          |
|  | Croomia                                                  |
|  |                                                          |

|  | Stichoneuron |
|  |              |
|  | Croomia      |
|  |              |

|  | Stemona                                                  |
|  |                                                          |
|  | \| \| Stichoneuron \| \| \| \| \| \| Croomia \| \| \| \| |
|  |                                                          |
|  | Stichoneuron                                             |
|  |                                                          |
|  | Croomia                                                  |
|  |                                                          |

|  | Stichoneuron |
|  |              |
|  | Croomia      |
|  |              |

Il crown group della famiglia appare nel tardo Cretaceo, circa 84 milioni di anni fa (Ma), sebbene la divergenza dello stem group avvenga in precedenza nello stesso periodo, circa 108 Ma.

## Usi
Alcune specie della famiglia hanno usi terapeutici in luoghi come Cina, Laos, Giappone, Thailandia e altri. Alcune specie sono usate per fare un insetticida. In Laos, le persone li usano contro pulci e pidocchi facendo un'infusione che bevono per rendere il loro sangue velenoso. Alcune piante della famiglia vengono utilizzate per la preparazione di un veleno per pesci. Altre svolgono un ruolo nella medicina popolare e sono apprezzati per le loro proprietà antibatteriche, antitosse, antifungine e altre contro le malattie polmonari o della pelle.